# Oenothera versicolor
Oenothera versicolor är en dunörtsväxtart som beskrevs av Johann Georg Christian Lehmann. Oenothera versicolor ingår i släktet nattljussläktet, och familjen dunörtsväxter. Inga underarter finns listade i Catalogue of Life.

## Bildgalleri

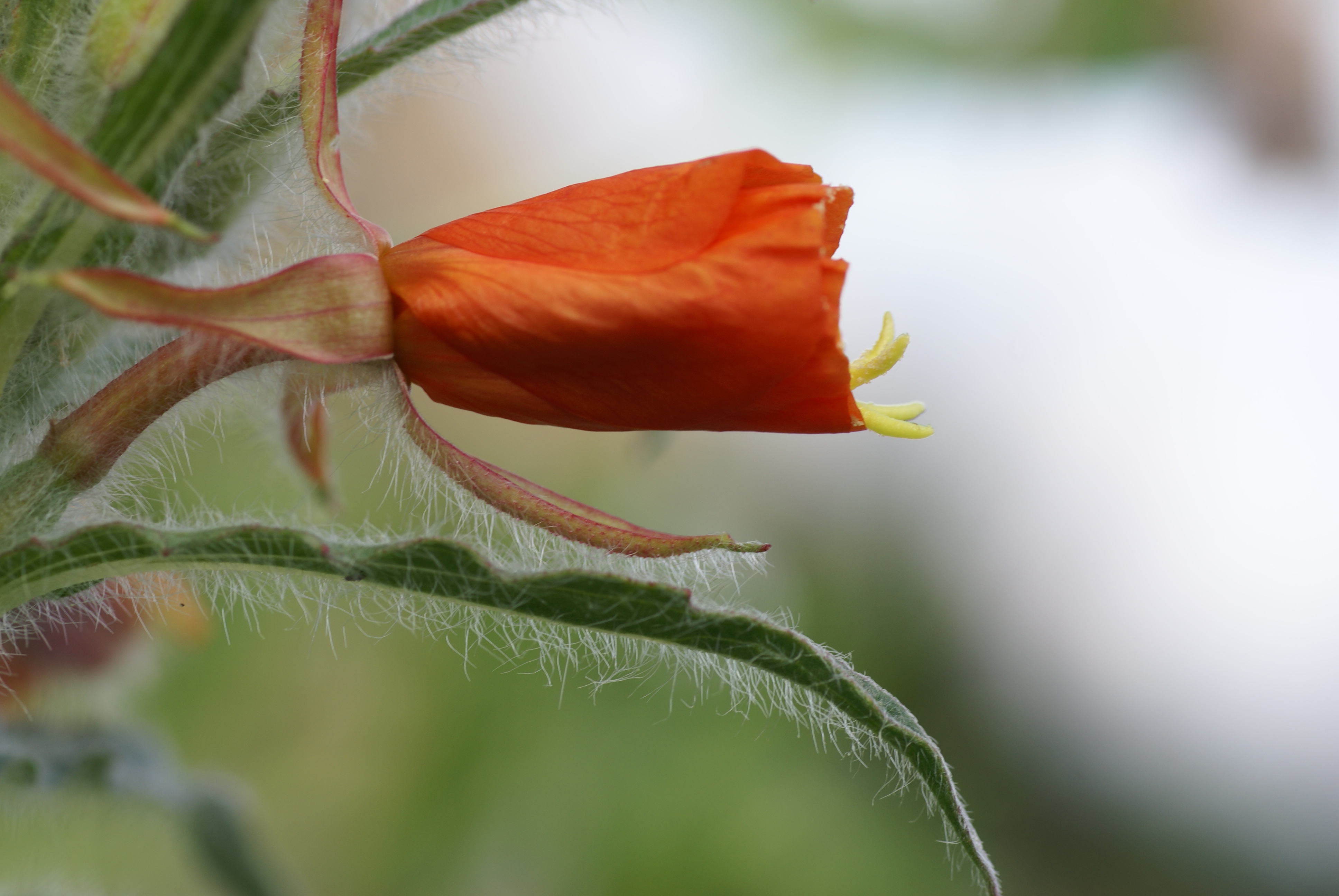
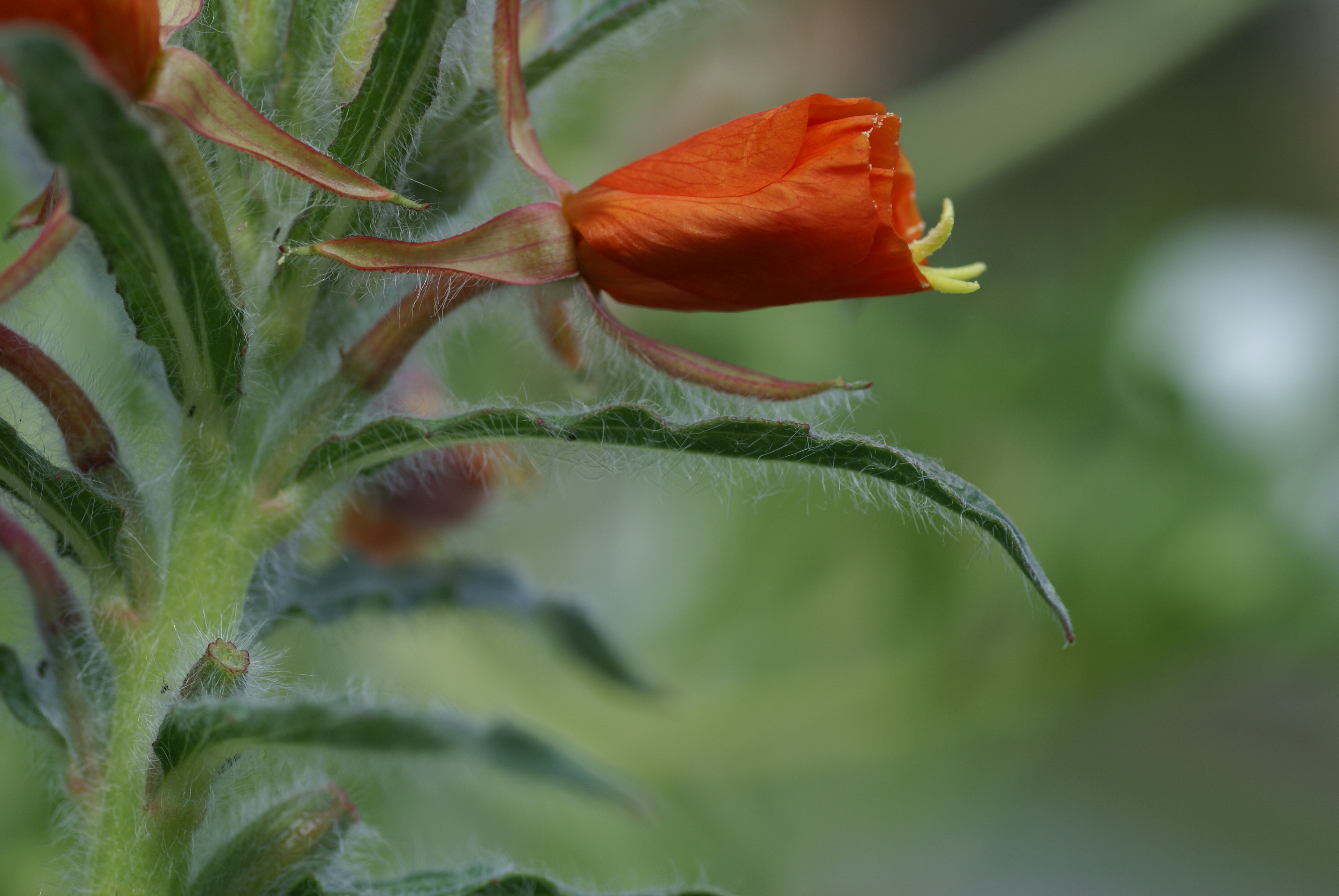
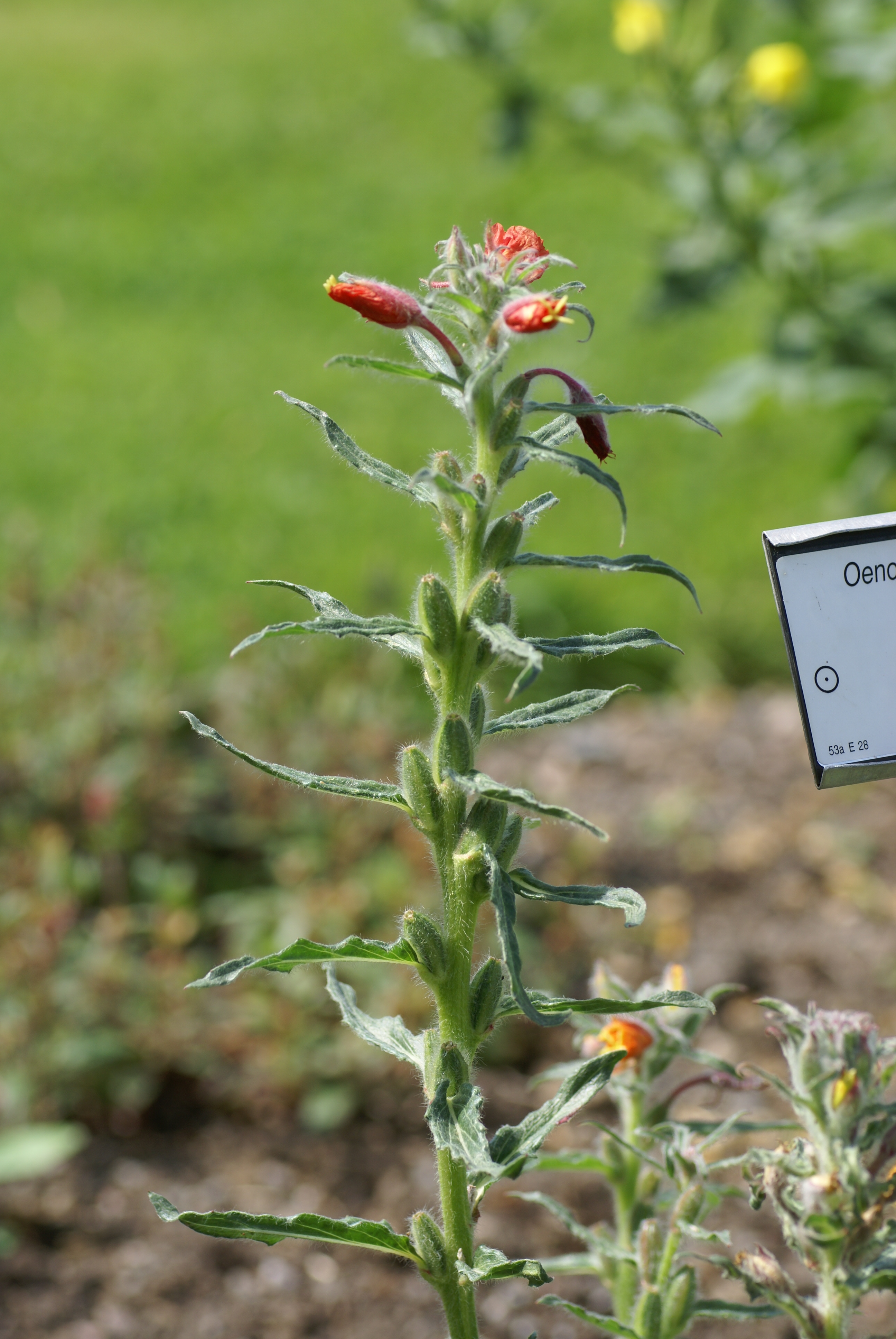
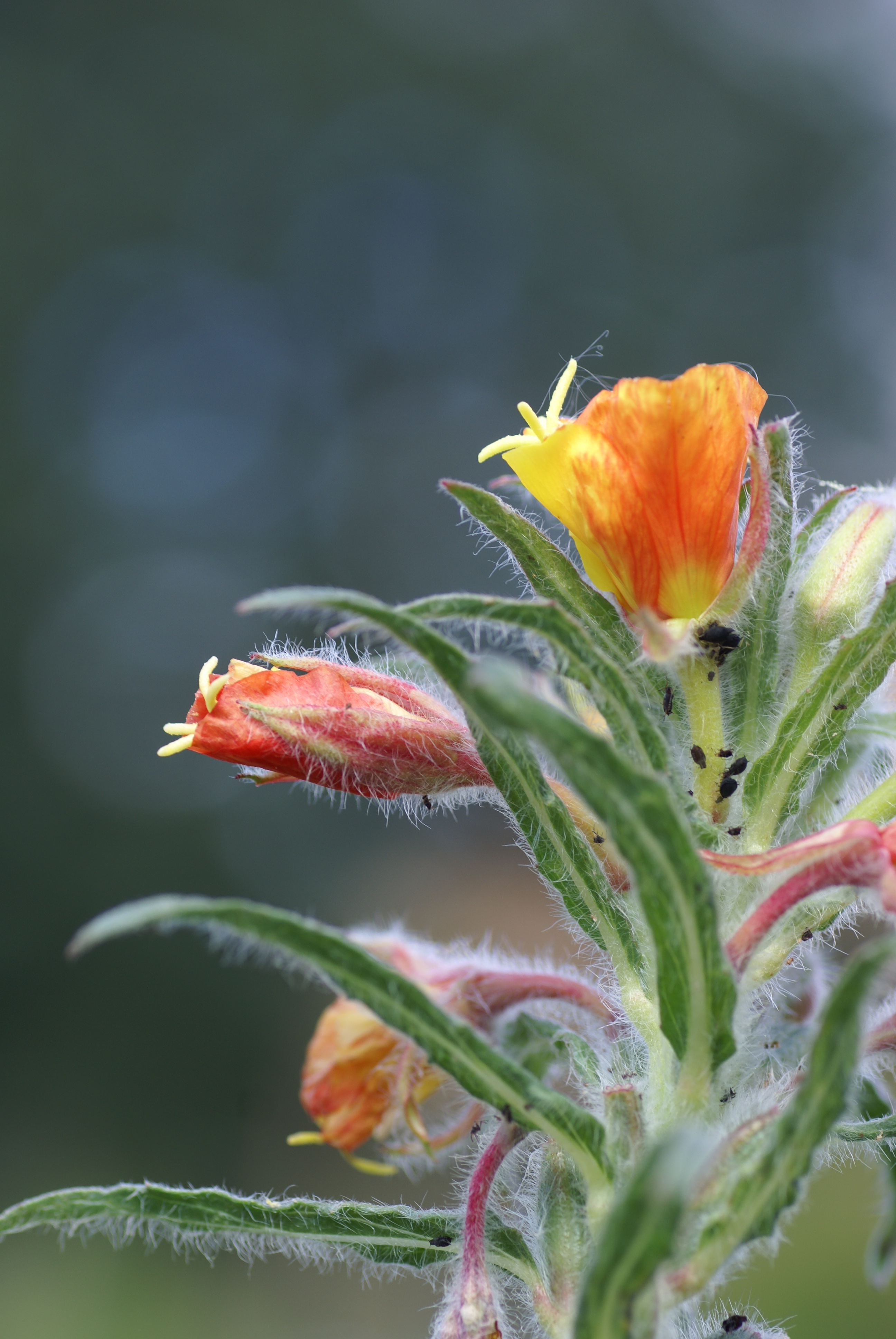